# El futuro perfecto
El futuro perfecto es una película argentina de 2017 escrita y dirigida por Nele Wohlatz basada en la experiencia real de  Zhang Xiaobin, quién se encarnó a sí misma en el rol de protagonista.
La película se estrenó mundialmente en la sección oficial Cineasti del Presente de la 69.ª edición del Festival de Locarno donde ganó el premio a la mejor ópera prima del certamen.

## Premios y nominaciones

### Participación en festivales de cine
| Festival                                  | Fecha de evento                     | Categoría                              | Premio   | Ref   |
| ----------------------------------------- | ----------------------------------- | -------------------------------------- | -------- | ----- |
| Festival Internacional de Cine de Locarno | 3 de agosto al 13 de agosto de 2016 | Cineasti del presente - Mejor película | Nominado | [ 4 ] |
| Festival Internacional de Cine de Locarno | 3 de agosto al 13 de agosto de 2016 | Mejor ópera prima                      | Ganador  | [ 4 ] |
| Festival Internacional de Cine de Locarno | 3 de agosto al 13 de agosto de 2016 | Mención especial Jurado de la Juventud | Ganador  | [ 4 ] |
| Festival de Cine de Barcelona (D´A)       | 26 de abril al 6 de mayo de 2017    | Premio de la crítica                   | Ganador  | [ 5 ] |
| Festival de Hamburgo                      | 5 al 14 de octubre de 2017          | Premio Sichtwechsel                    | Ganador  | [ 6 ] |

### Premios Sur
Dichos premios serán entregados por la Academia de las Artes y Ciencias Cinematográficas de la Argentina en marzo de 2018.
| Año  | Categoría        | Candidato          | Resultado |
| ---- | ---------------- | ------------------ | --------- |
| 2017 | Mejor documental | El futuro perfecto | Nominado  |

### Premios Cóndor de Plata
Dichos premios serán entregados por la Asociación de Cronistas Cinematográficos de la Argentina en  2018.
| Año  | Categoría                 | Candidato          | Resultado |
| ---- | ------------------------- | ------------------ | --------- |
| 2018 | Mejor Película Documental | El futuro perfecto | Nominado  |

## Reparto
- Zhang Xiaobin como ella misma con su nuevo nombre Beatriz.